# Assassinato de Bobby Kent
O assassinato de Bobby Kent, ocorrido em 15 de julho de 1993, foi um dos assassinatos mais marcantes na história moderna dos Estados Unidos devido ao que foi perpretado por adolescentes, todos eles encontrados, julgados e condenados, vários a prisão perpétua e um a pena de morte. Este assassinato fez de manifesto o estilo de vida dos adolescentes nos Estados Unidos durante os anos 90. De este acontecimento se derivou um livro chamado "Bully: A True Story of High School Revenge" e posteriormente um filme.